# San Marino a 2010. évi nyári ifjúsági olimpiai játékokon
San Marino a Szingapúrban megrendezett 2010. évi nyári ifjúsági olimpiai játékok egyik részt vevő nemzete volt.

## Asztalitenisz
Lány
| Versenyző      | Versenyszám | 1. forduló | 1. forduló | 2. forduló | 2. forduló | Negyeddöntő       | Elődöntő          | Bronzmérkőzés     | Döntő             | Helyezés |
| Versenyző      | Versenyszám | Csoportmérkőzések | Hely.      | Csoportmérkőzések | Hely.      | Negyeddöntő       | Elődöntő          | Bronzmérkőzés     | Döntő             | Helyezés |
| Versenyző      | Versenyszám | Ellenfél Eredmény | Hely.      | Ellenfél Eredmény | Hely.      | Ellenfél Eredmény | Ellenfél Eredmény | Ellenfél Eredmény | Ellenfél Eredmény | Helyezés |
| -------------- | ----------- | --- | ---------- | --- | ---------- | ----------------- | ----------------- | ----------------- | ----------------- | -------- |
| Letizia Giardi | Egyes       | Britt Eerland (NED) · 3–11, 6–11, 2–11 Katsiaryna Baravok (BLR) · 5-11, 9-11, 5-11 Bernadette Szőcs (ROU) · 4–11, 5–11, 3–11 | 4. qB      | Carelyn Cordero (PUR) · 7–11, 4–11, 9–11 Islem Laid (ALG) · 11-0, 11-0, 11-0 Alice Loveridge (GBR) · 6–11, 5–11, 8–11 | 3.         | kiesett           | kiesett           | kiesett           | kiesett           | 25.      |

Vegyes
| Versenyző                                                  | Versenyszám  | 1. forduló | 2. forduló        | Nyolcaddöntő                                                      | Negyeddöntő                                                  | Elődöntő          | Bronzmérkőzés     | Döntő             | Helyezés |
| Versenyző                                                  | Versenyszám  | Ellenfél Eredmény | Ellenfél Eredmény | Ellenfél Eredmény                                                 | Ellenfél Eredmény                                            | Ellenfél Eredmény | Ellenfél Eredmény | Ellenfél Eredmény | Helyezés |
| ---------------------------------------------------------- | ------------ | --- | ----------------- | ----------------------------------------------------------------- | ------------------------------------------------------------ | ----------------- | ----------------- | ----------------- | -------- |
| Nemzetközi 4 · Letizia Giardi (SMR) · Patrick Massah (MAW) | Vegyes páros | Magyarország · Lakatos Tamás (HUN) · Nagyváradi Mercédesz (HUN) · 0–3, 0–3, 0–3 Európa 5 · Ondrej Bajger (CZE) · Katsiaryna Baravok (BLR) · 1-3, 0–3, 0–3 Dél-Korea · Ha Eun Yang (KOR) · Dong Hyun Kim (KOR) · 0–3, 0–3, 0–3 | 4. qB             | Hollandia · Britt Eerland (NED) · Koen Hageraats (NED) · 3-0, 3-0 | India · Avik Das (IND) · Mallika Bhandarkar (IND) · 0–3, 0–3 | kiesett           | kiesett           | kiesett           | 21.      |

## Cselgáncs
Fiú
| Versenyző       | Versenyszám | Selejtező                       | Negyeddöntő       | Elődöntő          | Vigaszág első kör                   | Vigaszág második kör | Vigaszág negyeddöntő | Vigaszág elődöntő | Bronzmérkőzés     | Döntő             | Helyezés |
| Versenyző       | Versenyszám | Ellenfél Eredmény               | Ellenfél Eredmény | Ellenfél Eredmény | Ellenfél Eredmény                   | Ellenfél Eredmény    | Ellenfél Eredmény    | Ellenfél Eredmény | Ellenfél Eredmény | Ellenfél Eredmény | Helyezés |
| --------------- | ----------- | ------------------------------- | ----------------- | ----------------- | ----------------------------------- | -------------------- | -------------------- | ----------------- | ----------------- | ----------------- | -------- |
| Paolo Persoglia | 66 kg       | Davit Ghazaryan (ARM) · 000-110 |                   |                   | Farshid Ghasemi Asl (IRI) · 000-101 | kiesett              | kiesett              | kiesett           | kiesett           | kiesett           | ?        |

## Sportlövészet
Fiú
| Versenyző        | Versenyszám         | Selejtező | Selejtező | Döntő   | Döntő    |
| Versenyző        | Versenyszám         | Pont      | Helyezés  | Pont    | Helyezés |
| ---------------- | ------------------- | --------- | --------- | ------- | -------- |
| Elia Andruccioli | 10 m-es légpisztoly | 554       | 16.       | kiesett | kiesett  |

## Vitorlázás
Lány
| Versenyző         | Versenyszám                   | Futam | Futam | Futam | Futam | Futam | Futam | Futam | Futam | Futam | Futam | Futam | Futam   | Futam   | Futam   | Futam   | Futam | Pontszám | Helyezés |
| Versenyző         | Versenyszám                   | 1     | 2     | 3     | 4     | 5     | 6     | 7     | 8     | 9     | 10    | 11    | 12      | 13      | 14      | 15      | É     | Pontszám | Helyezés |
| ----------------- | ----------------------------- | ----- | ----- | ----- | ----- | ----- | ----- | ----- | ----- | ----- | ----- | ----- | ------- | ------- | ------- | ------- | ----- | -------- | -------- |
| Matilde Simoncini | Egyszemélyes dingi (Byte CII) | 16    | 27    | 15    | 27    | 20    | 23    | 31    | 23    | 26    | 21    | 23    | törölve | törölve | törölve | törölve | 33    | 227      | 26.      |